# رأس النخيل

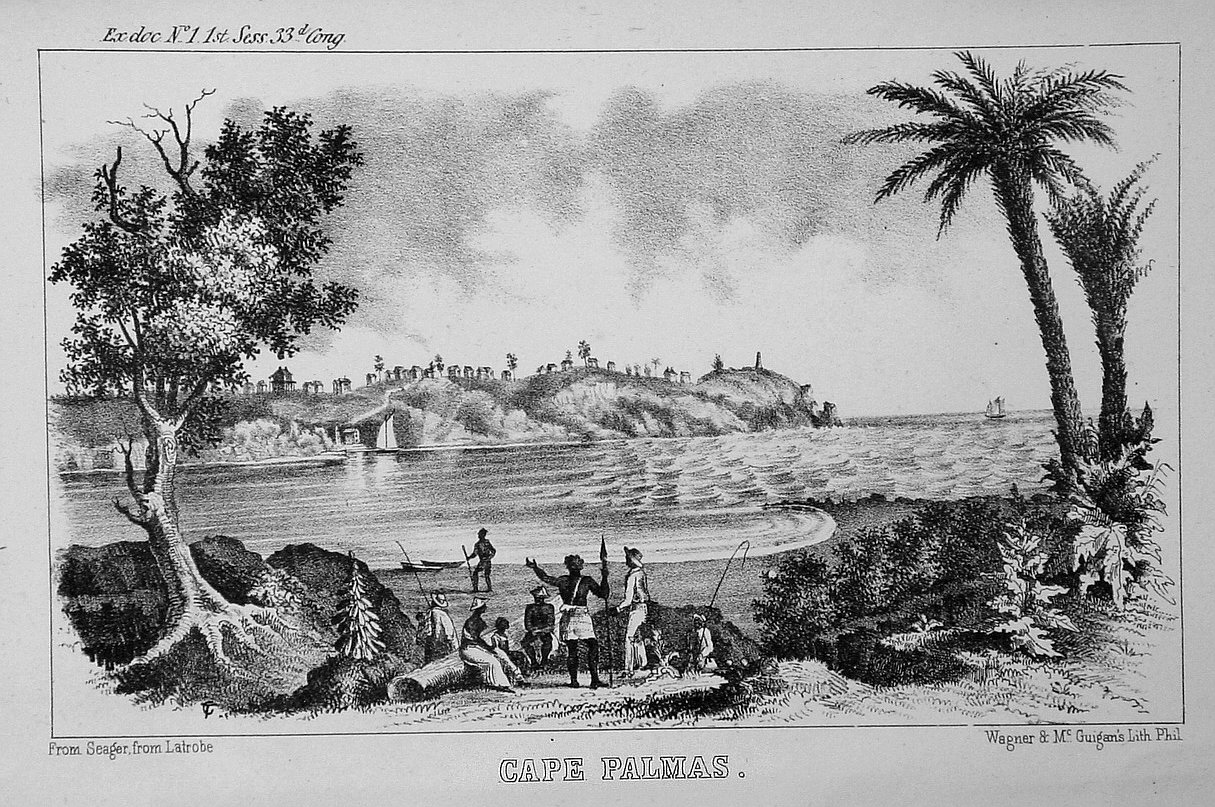
رأس النخيل : نقش من 1853

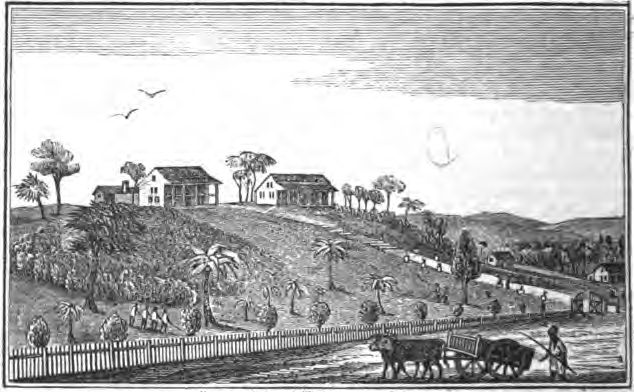
مهمة رأس النخيل في عام 1840

رأس النخيل (بالإنجليزية: Cape Palmas) هي شنخة في أقصى جنوب ليبيريا على المحيط الأطلسي ، في غرب إفريقيا . يتكون الرأس نفسه من شبه جزيرة صخرية صغيرة 1,2 كم، متصلة بالبر الرئيسي بواسطة برزخ رملي. تمثل الحدود الغربية لخليج غينيا ، وفقًا للمنظمة الهيدروغرافية الدولية .

## التاريخ
في عام 1458 ، كلف هنري الملاح الكابتن ديوغو جوميز (1440-1482) برحلة استكشافية، لتجارة، بما في ذلك البحث عن العبيد، مما قاده مع طاقمه على طول الساحل الأفريقي من غرب إلى النقطة التي يبدأ فيها التوجه نهائيًا نحو الشرق، في بداية خليج غينيا . جوميز أسماء هذه النقطة الجغرافية المميزة برأس النخيل.
في 24 يوليو 1831 السلطة التشريعية من الولايات المتحدة ولاية ماريلاند يصوت لتخصيص 10000 دولار ل العبودية في الولايات المتحدة لمدة 26 عاما لنقل السود إلى افريقيا مجانا. تم إنشاء جمعية استعمار ولاية ماريلاند لهذا الغرض.
كانت في الأصل فرعًا لجمعية الاستعمار الأمريكية ، التي أسست ليبيريا في عام 1822 ، قررت جمعية استعمار ولاية ماريلاند إنشاء مستعمرتها الخاصة التي يمكن أن تستوعب مهاجريها وأطلقت عليها اسم «ماريلاند في أفريقيا» في 12 فبراير 1834. كان رأس النخيل كنقطة مركزية، تحصلت المستعمرة على وضع الدولة في 2 فبراير 1841، ثم الاستقلال في 29 مارس 1854 . و في 18 مارس 1857 كانت ولاية ماريلاند ملحقة بليبريا بعد توقيع المعاهدة .